# Detroit Pistons 2002-2003
La stagione 2002-03 dei Detroit Pistons fu la 54ª nella NBA per la franchigia.
I Detroit Pistons vinsero la Central Division della Eastern Conference con un record di 50-32. Nei play-off vinsero il primo turno con gli Orlando Magic (4-3), la semifinale di conference con i Philadelphia 76ers (4-2), perdendo poi la finale di conference con i New Jersey Nets (4-0).

## Roster
| N° | Naz.                   | Ruolo | Sportivo             | Anno | Alt. | Peso |
| -- | ---------------------- | ----- | -------------------- | ---- | ---- | ---- |
| 1  | Stati Uniti (bandiera) | G     | Chauncey Billups     | 1976 | 191  | 92   |
| 3  | Stati Uniti (bandiera) | AC    | Ben Wallace          | 1974 | 206  | 109  |
| 5  | Stati Uniti (bandiera) | A     | Danny Manning        | 1966 | 208  | 104  |
| 6  | Argentina (bandiera)   | G     | Juan Ignacio Sánchez | 1977 | 193  | 88   |
| 7  | Stati Uniti (bandiera) | G     | Chucky Atkins        | 1974 | 180  | 73   |
| 12 | Stati Uniti (bandiera) | GA    | Michael Curry        | 1968 | 196  | 95   |
| 13 | Turchia (bandiera)     | AC    | Mehmet Okur          | 1979 | 211  | 113  |
| 20 | Stati Uniti (bandiera) | G     | Jon Barry            | 1969 | 193  | 88   |
| 22 | Stati Uniti (bandiera) | A     | Tayshaun Prince      | 1980 | 206  | 98   |
| 30 | Stati Uniti (bandiera) | AC    | Clifford Robinson    | 1966 | 208  | 102  |
| 32 | Stati Uniti (bandiera) | GA    | Richard Hamilton     | 1978 | 198  | 84   |
| 34 | Stati Uniti (bandiera) | A     | Corliss Williamson   | 1973 | 201  | 111  |
| 39 | Jugoslavia (bandiera)  | C     | Željko Rebrača       | 1972 | 213  | 117  |
| 44 | Stati Uniti (bandiera) | G     | Hubert Davis         | 1970 | 196  | 83   |
| 52 | Stati Uniti (bandiera) | A     | Don Reid             | 1973 | 203  | 113  |

## Staff tecnico
- Allenatore: Rick Carlisle
- Vice-allenatori: Tony Brown, Bob Ociepka, Kevin O'Neill